# Lophocampa sobrina
Lophocampa sobrina là một loài bướm đêm thuộc phân họ Arctiinae, họ Erebidae.